# Алымов, Александр Иванович
Алекса́ндр Ива́нович Алы́мов (17 сентября 1923, Белгород — 1998, Санкт-Петербург) — советский архитектор.
На должности Главного художника города (1976—1986).

## Великая Отечественная война

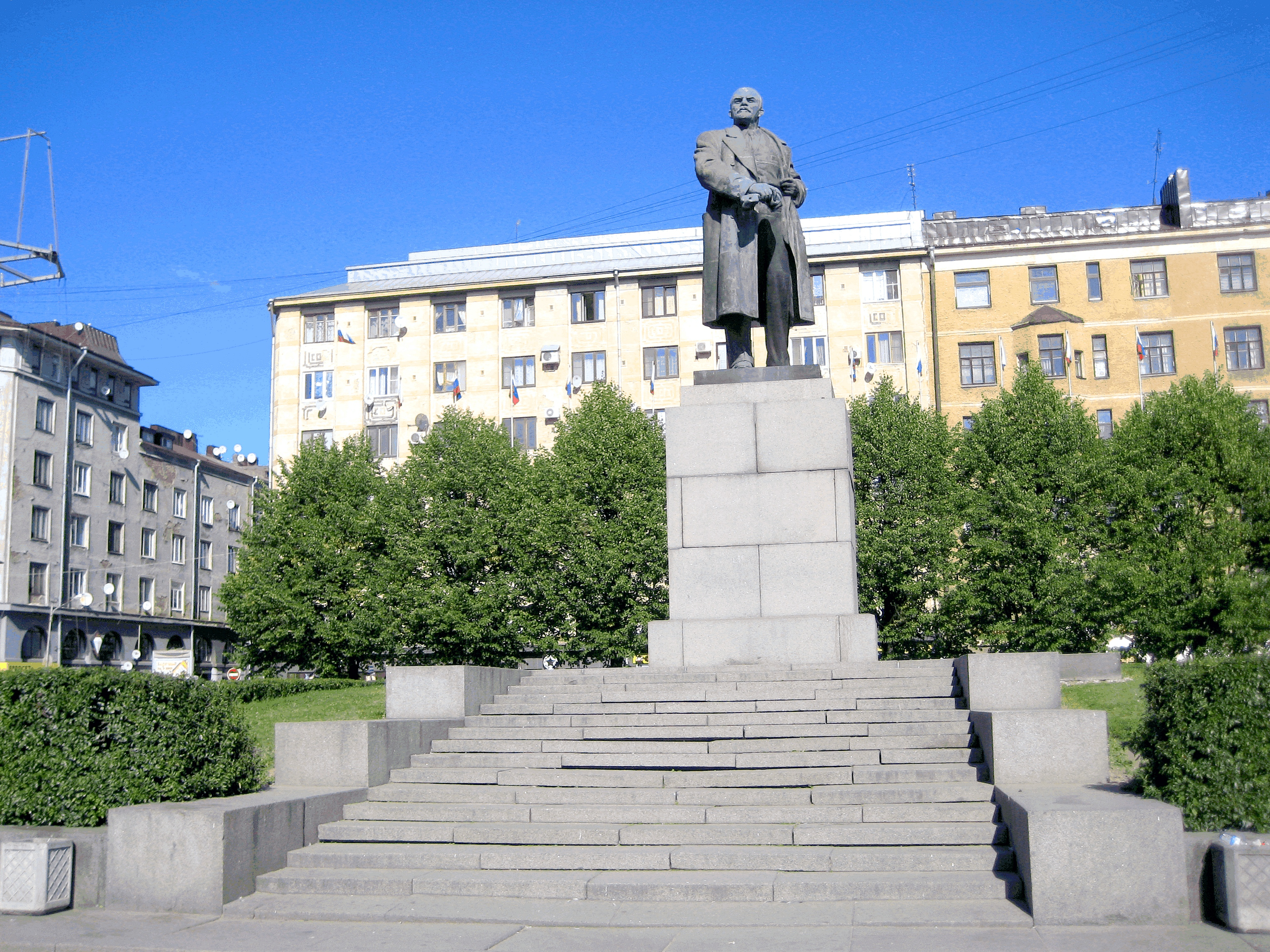
Памятник В. И. Ленину. Выборг. Красная площадь. Скульпт. Ш. В. Микатадзе, архитект. Ю. А. Дьяконов и А. И. Алымов (1957)

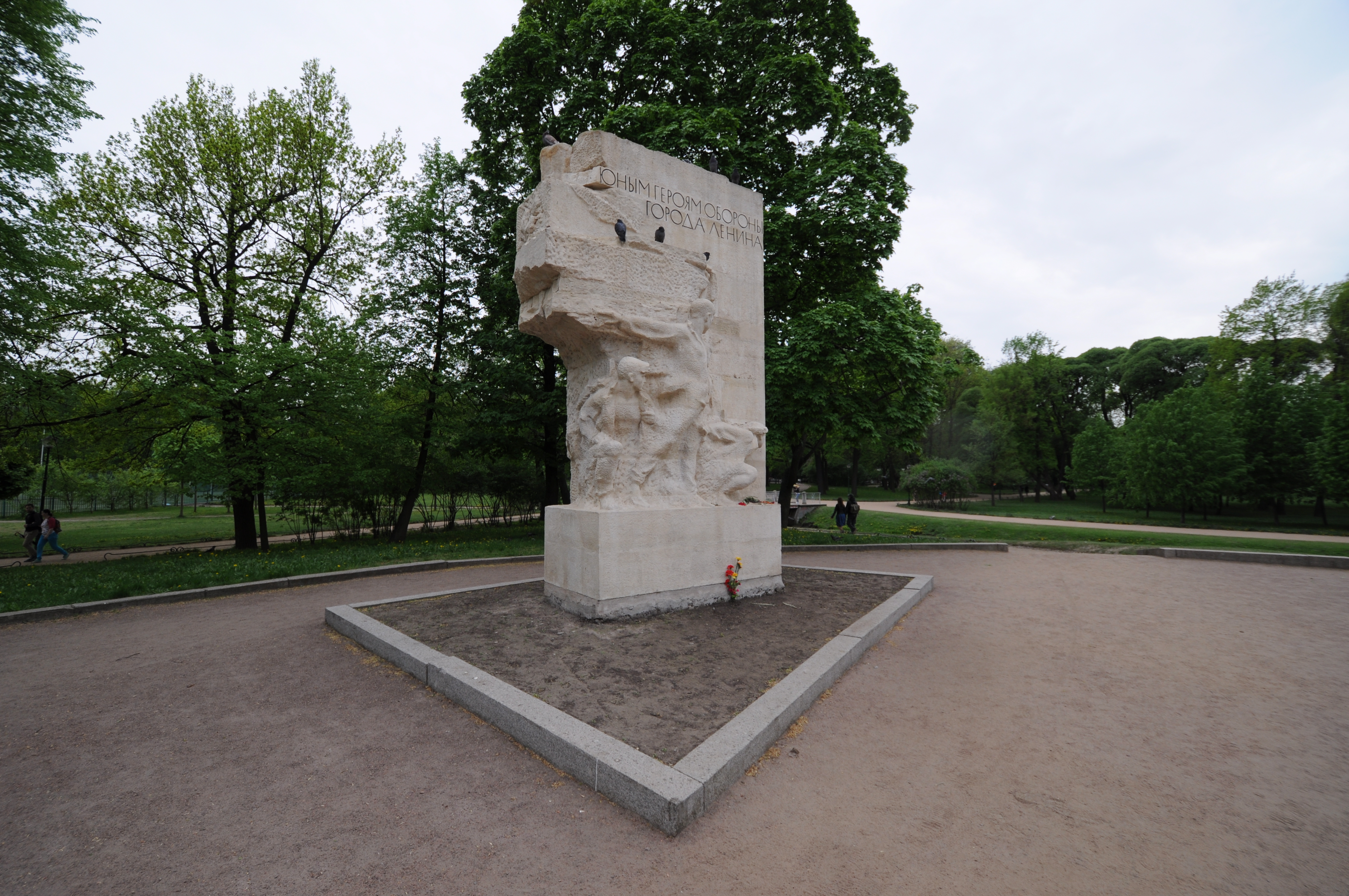
Памятник
«Пионерам-героям»
в Таврическом саду,
1969 год, скульпторы:
И. Костюхин и В. Новиков,
архитекторы Ф. А. Гепнер и А. И. Алымов

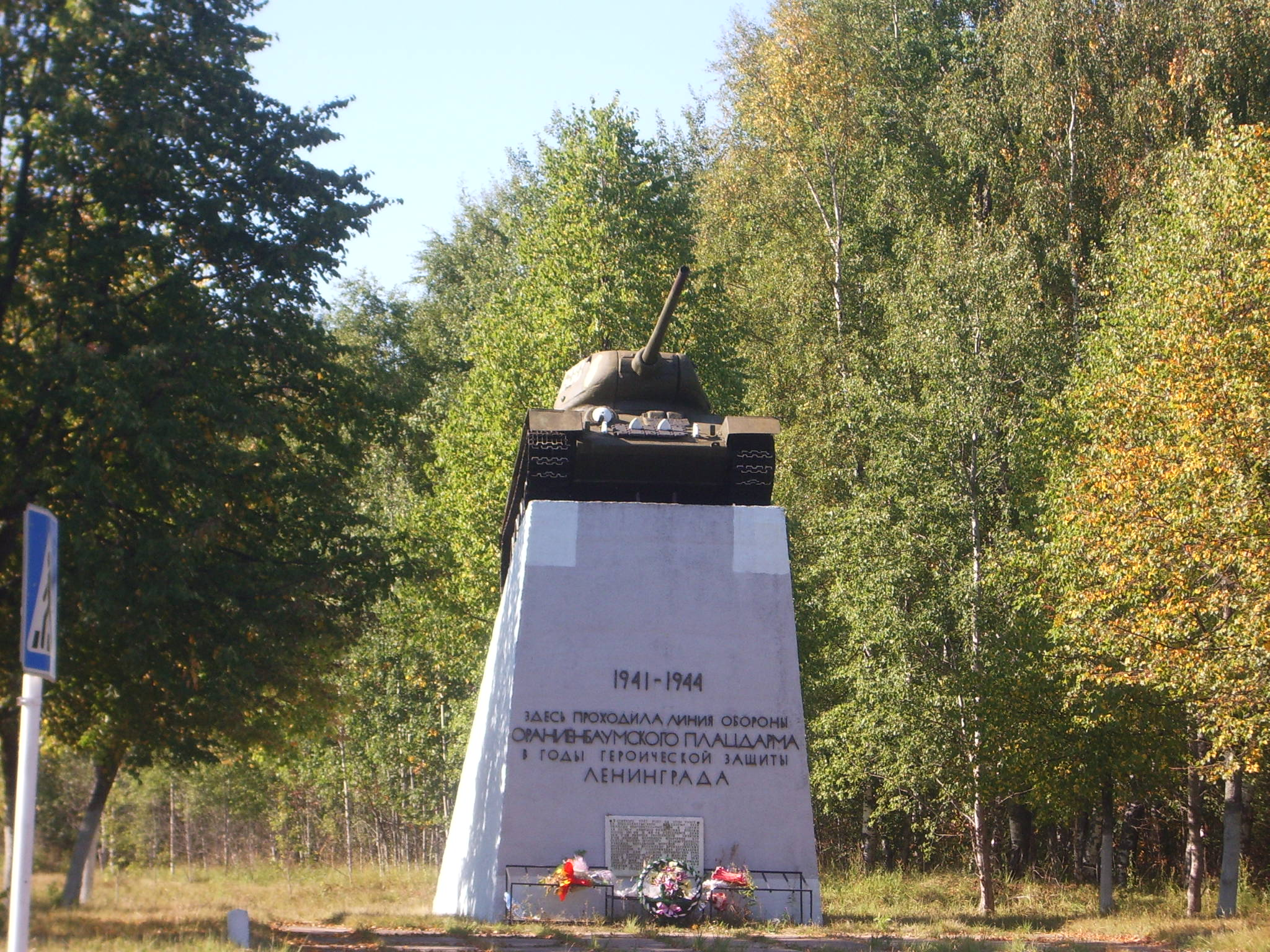
Мемориал «Атака», 1969 год, скульпторы:
Э. М. Агаян и Б. А. Свинин, инженер В. М. Иоффе, архитектор А. И. Алымов

Мартышкинский мемориал, 1983 год, скульптор Э. М. Агаян, архитекторы А. В. Карагин и А. И. Алымов

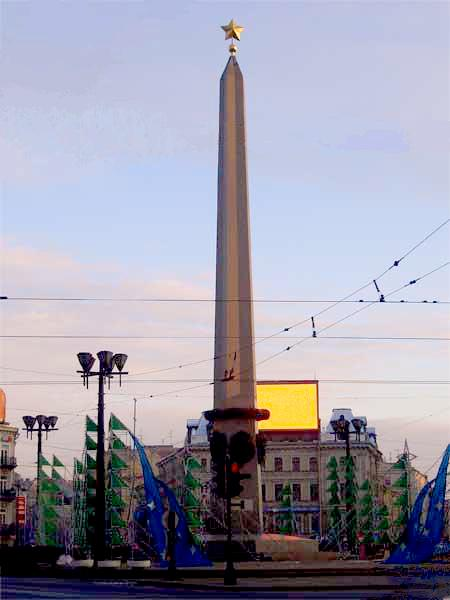
Обелиск «Городу-Герою Ленинграду», 1985 год,
архитектор В. С. Лукьянов, архитектор-строитель В. М. Иванов, скульпторы: А. Чаркин, Б. Петров и др. координатор проекта —
Главный художник города А. И. Алымов

В 1941 году, сразу после окончания ленинградской средней школы, в первые дни Великой Отечественной войны, вступил добровольцем в ряды Красной Армии. 
17 июля 1941 года направлен в  Ленинградское училище инструментальной разведки зенитной артиллерии.
В 1942 году окончил ускоренный курс этого училища, которое к тому времени стало называться — Ленинградское артиллерийско-техническое училище (ЛАТУЗА). Получил звание лейтенанта.
Воевал на Брянском фронте, участник Сталинградской битвы, в составе 84-й артиллерийской дивизии, 62-й армии.
В декабре 1942 года, в Сталинграде, вступил в ряды ВКП(б).
5 мая 1943 года 62-я (Сталинградская) была преобразована в 8-ю гвардейскую армию. В составе этого войскового объединения командир взвода, лейтенант Алымов воевал на Юго-Западном, 3-м Украинском и 1-м Белорусском фронтах, прошёл боевой путь до Германии.
Когда, после выхода на экраны кинофильма «В августе 44-го...» и компьютерной игры «Смерть шпионам!», возник интерес к этому роду войск; было опубликовано, что лейтенант Алымов, с 1943-го по 1945 год, был офицером Отдела контрразведки СМЕРШ 8-й гвардейской армии.

## Годы учёбы
В 1945 году, после демобилизации, поступил в ЛВХПУ на отделение «Архитектурно-художественной керамики».
В 1949 году, студенту третьего курса, участнику Сталинградской битвы, парторгу училища — Александру Алымову было доверено создание большой подарочной вазы к празднованию 70-летия И. В. Сталина.

## Профессиональная деятельность
После окончания ЛВХПУ работал руководителем отдела малых архитектурных форм и интерьера в проектных организациях города («ЛенНИИпроект», «ЛенЗНИИЭП» и др.).
Ещё во время Сталинградской битвы, когда лейтенант Алымов командовал одной из «огненных переправ», были отмечены его организаторские способности.
С 1976 по 1986 год — на административной работе в Главном архитектурно-планировочном управлении («ГлавАПУ») Исполкома Ленинградского городского совета, на должности Главного художника города.
В «ГлавАПУ», А. С. Алымов утверждает проекты объектов монументальной пропаганды, озеленения, благоустройства и праздничного оформления Ленинграда; координирует и налаживает связь специалистов разных творческих профессий, инженеров-строителей и конструкторов c работниками партийной и городской администрации.
Эта черта характера особенно проявилось при проектировании и сооружении мемориальных комплексов, посвящённых событиям Великой Отечественной войны.
- 1957 год — Памятник В. И. Ленину в Выборге. Красная площадь. Скульптор Ш. В. Микатадзе, архитектор Ю. А. Дьяконов.
- 1962 год — Памятник пионерам-героям в Таврическом саду — архитектор Ф. А. Гепнер, скульпторы И. Н. Костюхин и В. С. Новиков.
- 1969 год — на 8-м км Гостилицкого шоссе (Ораниенбаумский плацдарм) установлен памятник «Атака» (танк Т-34 на высоком постаменте. Скульпторы: Э. М. Агаян и Б. А. Свинин, инженер В. М. Иоффе).
- 1975 год — мемориальный комплекс в историческом районе города Ломоносов — посёлке Мартышкино, архитектор А. В. Карагин, скульптор — Э. М. Агаян.
- С 1983 года по 1985 год координирует работу при создании Обелиска «Городу-Герою Ленинграду» на площади Восстания (архитектор В. С. Лукьянов, архитектор-строитель В. М. Иванов, инженер Б. Н. Брудно. Бронзовые горельефы исполнили скульпторы — А. С. Чаркин, В. Д. Свешников, Б. А. Петров и А. А. Виноградов[14][15].

А. И. Алымов — автор книги «Эстетика города» (1978 год).
 В брошюре раскрываются проблемы создания городской среды с позиций градостроительства. Анализируется синтез искусств с современной архитектурой. Город показан как единая художественная система.

## Награды и премии
- орден Красной Звезды
- орден Отечественной войны II степени (6.11.1985)
- медали[6].
- Государственная премия РСФСР в области архитектуры (1977) — за архитектуру Центрального комплекса ВПЛ ЦК ВЛКСМ «Орлёнок»